# Zodiac (serie televisiva)
Zodiac è una serie televisiva britannica in 6 episodi trasmessi per la prima volta nel corso di una sola stagione nel 1974.
È una serie del genere investigativo incentrata sui casi del detective David Gradley che si fa aiutare dall'astrologa Esther Jones per giungere alla soluzione.

## Personaggi e interpreti
- David Gradley (6 episodi, 1974), interpretato da Anton Rodgers.
- Esther Jones (6 episodi, 1974), interpretato da Anouska Hempel.

## Produzione
La serie, ideata da Jacqueline Davis e Roger Marshall, fu prodotta da Jacqueline Davis per la Thames Television Tra i registi è accreditato Don Leaver.

### Sceneggiatori
Tra gli sceneggiatori sono accreditati:
- Jacqueline Davis in 6 episodi (1974)
- Roger Marshall in 6 episodi (1974)

## Distribuzione
La serie fu trasmessa nel Regno Unito dal 25 febbraio, 1974 al 1º aprile 1974 sulla rete televisiva Thames Television.

## Episodi
| Stagione       | Episodi | Prima TV Regno Unito |
| -------------- | ------- | -------------------- |
| Prima stagione | 6       | 1974                 |